# Stella F. Simonová

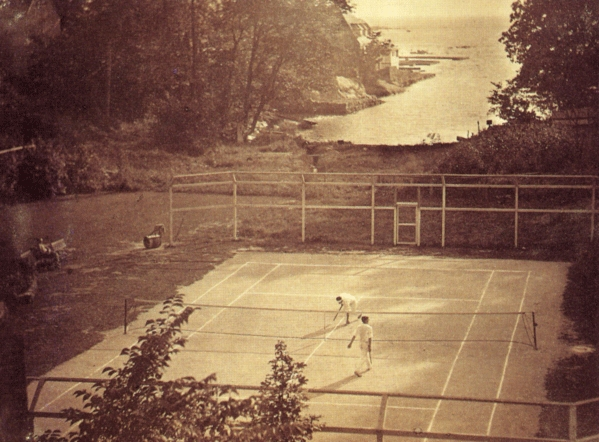
Stella F. Simonová: Tenisový zápas, asi 1923

Stella F. Simonová (anglicky Stella F. Simon, rozená Stella Furchgott, 8. února 1878 – 15. března 1973) byla americká fotografka, režisérka a kameramanka, která pracovala v Německu i ve Spojených státech. V roce 1928 dokončila svůj jediný film Hands: The Life and Love of Gentle Sex, který je avantgardním feministickým filmem s obrazy z Evropy a Severní Ameriky.

## Životopis
Stella F. Simonová se narodila 8. února 1878 v Charlestonu v Jižní Karolíně. Když jí bylo 8 let, její otec Herman, velkoobchodník, přestěhoval svou rodinu do Colorada. Svůj talent pro hudební kompozici rozvinula na střední škole v East Denveru, kde promovala v roce 1896. V roce 1890 se vdala za podnikatele Adolpha Simona a žili spolu v Salt Lake City.
Po smrti Adolpha v roce 1917 se odstěhovala v roce 1923 do New Yorku. Následovala fotografa Clarence Hudsona Whitea a zapsala se na jeho školu Clarence H. White School of Modern Photography. Během této doby začal Simonová rozvíjet své fotografické dovednosti. Patřila mezi studenty, ze kterých se časem stali významní fotografové, jako například Dorothea Langeová, Margaret Bourke-Whiteová, Anne Brigmanová, Paul Outerbridge, Anton Bruehl, Laura Gilpin, Ralph Steiner, Doris Ulmannová, Margaret Watkinsová nebo Karl Struss. Whiteova škola byla velmi úspěšná. White předčasně zemřel na infarkt v Mexiku v roce 1925 a Simonová nad jeho ztrátou velmi truchlila.
„Každý, kdo se dostal pod vliv Clarence Hudsona Whitea, už se z něj nikdy nedostal.“ Stella Simonová, absolventka White School a prominentní fotografka.

Nakonec se rozhodla pokračovat ve studiích filmu a v roce 1926 odešla do Berlína, kde se stala studentkou filmu na Technische Hochschule. Dva roky po zápisu se její film distribuoval jak v Severní Americe, tak v Evropě. Stala se známou jako feministická avantgardní tvůrkyně.

## Kariéra
Její jediný film Ruce, získal slávu v Severní Americe i v Evropě. V roce 1932, po jeho vydání, se vrátila do Spojených států a založila fotografické studio. Simonová se zaměřila na komerční projekty, jako portrétní fotografie a reklamní kampaně. Ve stejném roce napsala Lilian Sabine článek o Simonové na stránce pro ženy Abel's Photographic Weekly v sekci zvané „Mezi námi děvčaty!“, kde se psalo o pokroku žen ve světě profesionální fotografie. Během druhé světové války se Simonová rozhodla podělit se o své fotografické znalosti s ostatními tím, že dobrovolně učila fotografii členy spolku Signal Corps.

### Fotografie
- Still-Life with Scissors (datum neznámé)
- Birch Tree (1900-1910)
- Skunk Cabbage (1923)
- Tennis Match (1923)
- 59th Street Bridge, New York City, 1928 (1928)
- Composition with Violin and Violin Still Life (1930)
- Brown Ottoman, Green Screen (1932)

### Filmografie
- Hands: The Life and Love of a Gentle Sex (1927–1928)

## Stáří
Ve čtyřicátých letech Simonová své fotografické studio zavřela a žila se svým synem Julianem, který pracoval jako knižní restaurátor ve veřejné knihovně v San Franciscu. Její syn Louis prodal její fotografické vybavení na konci druhé světové války.
Stella F. Simonová zemřela 15. března 1975 v San Franciscu ve věku 95 let. Její fotografické tisky byly darovány knihovnám a galeriím ve Spojených státech a její negativy byly darovány americkým sbírkám, včetně New York Public Library a Institutu pro federální divadelní projekt na George Mason University.